# Jan Ligthart (onderwijzer)
Jan Ligthart (Amsterdam, 11 januari 1859 – Laag-Soeren, 16 februari 1916) was een Nederlandse onderwijzer en onderwijsvernieuwer. Hij werd bekend als schoolhoofd van een lagere school in de Schilderswijk van Den Haag en als schrijver van artikelen en boeken.
Ofschoon aan Ligtharts latere betekenis voor de verbetering van het Nederlandse onderwijs getwijfeld kan worden, vooral omdat hij geen kant-en-klare methoden wilde ontwerpen, was zijn invloed in de eerste decennia van de 20e eeuw aanzienlijk, en hebben toen heel veel onderwijzers en ouders zich door zijn werken laten inspireren. Als een van de heel weinige Nederlandse pedagogen ooit, raakte hij ook in het buitenland bekend en probeerde men in andere landen zijn ideeën na te volgen. Stellig had dit te maken met zijn vriendelijk karakter en het charisma dat hij uitstraalde, evenals met zijn christelijk geloof. Daardoor werd hij in tijden van opkomend socialisme en communisme door onderwijsmensen uit behoudende kringen niet als een gevaarlijke vernieuwer gezien. Er waren in die periode vele onderwijsvernieuwers in Nederland (zie het artikel over onderwijskunde) maar behalve de "rooie" Theo Thijssen heeft niemand anders zoveel naam gemaakt als Ligthart.

## Jeugd
Ligtharts vader verloor als kind al beide ouders. Zijn moeder kwam uit een domineesgezin in Klundert. Na een oudste zuster en twee oudere broers – een zusje was gestorven – zag Jan (voluit Gerard Jan) het levenslicht in een winkelhuis op de hoek van de Tuinstraat en de Prinsengracht in de Amsterdamse volksbuurt De Jordaan. Na Jan kwam nog een meisje. In zijn Jeugdherinneringen heeft Ligthart een indringend beeld geschetst van zijn kinderjaren. De grachten waren open riolen en stonken ontzettend. Behalve aan de hoofdgrachten, zoals de Bloemgracht en de Rozengracht, waren de huizen klein en in veel van de straatjes vervallen. Overal heerste armoede, nette en totale. In de winter snijdende koude, een jaarlijks terugkerende ‘hongerwinter’. Ziekten namen het leven van kinderen en jonge mensen. Jans vader leed aan epileptische toevallen, waar Jan als kind vele malen getuige van was. De kruidenierswinkel waarin Jan opgroeide verliep door de onzakelijke goeiigheid van zijn vader. Toch heerste in dit gezin "een opgewekte, ruime godsdienstige geest" van (niet streng) gereformeerde aard.
Jan groeide op in een onbemiddeld gezin in de Amsterdamse volksbuurt De Jordaan. Hij was een goede leerling op de lagere school. Jan ging na de lagere school niet aan het werk bij een kleine baas zoals bijna al zijn leeftijdsgenoten deden. Hij was geen kind om bij een kleine baas aan het werk te gaan en geen kind van wie de ouders of leerkrachten vonden dat het met een beurs naar de Rijkskweekschool in Haarlem kon om opgeleid te worden tot leerkracht. Ligtharts ouders namen het aanbod aan van het hoofd van de school van de Christelijk Gereformeerde Gemeente aan de Bloemgracht hun kind hulpje te laten worden aan de school. Nadat hij daar een paar maanden gewerkt had, vond zijn moeder, Anna Ligthart-van Spall, het beter dat Jan ging solliciteren bij een openbare school, omdat hij daar meer zou verdienen en een betere opleiding zou krijgen. Hij werd aangenomen als kwekeling op de gemeentelijke Stadsarmenschool nr. 14 in de Jodenbreestraat. Hier kreeg hij ook de gelegenheid gratis in de avonduren de opleiding te volgen tot onderwijzer. Na het behalen van zijn hoofdakte (hij zakte daarvoor eerst één keer) werd hij – na een vergelijkend examen in Den Haag voor de functie van hoofd van een openbare lagere school – in 1885 aangesteld als hoofd van de openbare school voor onvermogenden aan de Tullinghstraat in Den Haag.

## Huwelijk
Toen Jan eenmaal als onderwijzer werkte op die school in de Jodenbreestraat werd hij verliefd op een vier jaar jongere collega, Marie Cachet, dochter van een schoolhoofd in de Jordaan en van een onderwijzeres. De liefde was wederzijds. Haar vader was streng gereformeerd (ofschoon van Joodse afkomst) en dit stond aanvankelijk een huwelijk van zijn dochter met de vrijzinnige Ligthart in de weg. Deze stond toen in het Amsterdamse openbaar onderwijs bekend als vrijdenker en ongelovige radicaal. Uiteindelijk mochten zij zich toch verloven (1882) en trouwen (1886). Jan en Marie kregen drie kinderen, eerst twee meisjes, ten slotte een jongen, die naar zijn vader 'Jan' genoemd werd. Dit kind stierf in 1905, toen het negen jaar oud was, aan een bloedvergiftiging. Marie is met haar achtergrond als onderwijzeres Ligtharts levenslange raadgeefster en medewerkster geweest.

## Internationale achtergrond waartegen men Ligtharts werk moet plaatsen
Het vernieuwingsstreven van Jan Ligthart sloot aan bij internationale ontwikkelingen. Al in 1859 had de Russische schrijver en pedagoog Lev Tolstoj op zijn landgoed Jasnaja Poljana een school gesticht voor de kinderen van zijn boeren. ”Hij gooide daar alle gebruikelijke leermethoden overboord, bouwde een eigen systeem op dat ten dele berustte op de grondstellingen van Rousseau. Doch aangepast aan de specifiek plaatselijke omstandigheden. Een school zonder dwang, waar de leerlingen op voet van gelijkheid verkeerden met hun onderwijzer.” Tegen het einde van de 19e eeuw zijn internationaal drie typen pioniersscholen te onderscheiden: 1) De internaatscholen: in Engeland de ‘County Boarding Schools’ geheten (de eerste in 1889 gesticht door Cecil Reddie), in Duitsland de door Herman Lietz opgerichte ‘Landerziehungsheime’ die hij in Engeland had leren kennen (het eerste in 1898 in Ilsenburg), in Frankrijk het Weeshuis ‘Prévost’ van de vroege socialist Paul Robin (1880 in Cempuis) en de ‘École des Roches’ (1899 in Verneuil), 2) de ‘American Experimental Group’ gekoppeld aan het werk van John Dewey en 3) de groep die haar oorsprong vindt in de zorg voor het moeilijk lerende kind, met Claparède, Montessori en Decroly als bekendste vertegenwoordigers.
Ligthart was vanaf 1885 begonnen zijn school in Den Haag te hervormen overeenkomstig in het buitenland – en ook binnenland, zie hieronder – levende ideeën, en hij was daarmee ook internationaal gezien beslist een vóórloper, samen met mensen als Tolstoj en Robin. Maria Montessori bijvoorbeeld begon haar Casa dei Bambini (Huis van de kinderen) in Rome pas in 1907, evenals Ovide Decroly zijn École de l’Ermitage in Brussel terwijl Édouard Claparède zijn Maison des Petits in het Institut Jean Jaques Rousseau in Genève pas in 1912 begon, tegen het einde van Ligtharts leven.
De aan het einde van de 19e eeuw in Europa opkomende 'reformbeweging' in het onderwijs maakte deel uit van een brede neoromantische onderstroom, als reactie op de industrialisatie, het positivisme in de wetenschap, en het groeiend liberale vertrouwen in de heilzame werking van technologie en markt. Opnieuw klonk het "Terug naar de natuur!" van Rousseau van een eeuw eerder, toen als reactie op het optimistische Verlichtingsdenken van de 18e eeuw. Ligthart was een kind van zijn tijd en een echte neo-romanticus, voor wie de intuïtie en de medemenselijkheid ('liefde') hoger stonden dan techniek en vooruitgang. De vrijheid van het individu ging voor hem vanzelfsprekend samen met zelfbeheersing en hard werken aan een betere samenleving, deels sociaaldemocratisch, deels protestants-christelijk geïnspireerd. In zijn ideeën over hoe het onderwijs veranderd moest worden stemde hij overeen met in de Westerse wereld levende socialistische en utopische idealen. Maar de invulling die hij daaraan gaf was van typisch Nederlandse protestants-christelijke en burgerlijke snit.
Overigens gaan de vergelijkingen van Ligthart met mensen als Montessori, Decroly en Claparède mank, want dit waren allemaal gepromoveerde academici, deels ook professoren, met wetenschappelijk instituten achter zich, terwijl Ligthart ‘alleen maar’ een hoofdakte had en bovendien van de wetenschap der pedagogiek weinig heil verwachtte. Als niet-wetenschappelijk geschoolde hervormer van onderwijs en opvoeding lijkt hij meer op Tolstoj en Robin.

## Ligtharts loopbaan
Samen met de leerkrachten van zijn school in de Schilderswijk ontwierp hij een nieuw leerplan dat in maandelijkse vergaderingen werd besproken. In een voor de school geschreven blad, Onder één dak, werden de besluiten vastgelegd en nader uitgewerkt. Zo’n collegiale werkwijze was in die tijd, eind 19e eeuw, niet gebruikelijk. Ligthart streefde in zijn school een sfeer van vriendschap na. Hij wilde de leerkracht als zelfstandig onderwijzende persoonlijkheid erkennen. Daarom ook hielp hij bij de oprichting van de afdeling ’s Gravenhage van de “Bond van Nederlandse Onderwijzers”. Tegen het einde van de 19e eeuw was hij enige jaren lid van het hoofdbestuur van het Nederlandse Onderwijzers Genootschap (NOG). Maar het besturen lag hem niet. Naast zijn schoolhoofdschap was hij in de avonduren een tijd lang leraar Nederlands aan een Rijksnormaalschool en gaf hij aan andere volwassenen cursussen literatuur totdat hij deze nevenwerkzaamheden om gezondheidsredenen moest staken. Ligthart was betrokken bij de oprichting van het Nederlandsch Lyceum in Den Haag en adviseerde andere vernieuwingsscholen zoals de Haagsche Schoolvereeniging (waar de kinderen van Jan en Marie op school gingen) en de Humanitaire school in Laren.

## Ligtharts pedagogische ideeën
Ligthart beschouwde de opvoeding als een kunst uit liefde voor het kind. Opvoeden is geen toepassen van een wetenschappelijke opvoedkunde maar handelen uit begrip van en meegevoel met het kind. Hij propageerde wat hij een 'hartepedagogiek' noemde waarbij de persoonlijkheid van de leerkracht/opvoeder doorslaggevend is voor diens welslagen. Hij (of zij) moest uitgaan van zijn "pedagogisch instinct dat ieder mens is aangeboren" en niet van pedagogische geleerdheid. Van de wetenschap der pedagogiek, of pedologie (kinderkunde), zoals deze toen ook wel genoemd werd, verwachtte hij weinig praktisch nut. Hij stak er herhaaldelijk de draak mee in zijn artikelen voor onderwijsbladen. Hij was bang dat het individuele en eigenaardige van ieder afzonderlijk kind uit het oog zou worden verloren als voor kinderen naar algemene wetmatigheden werd gezocht. De verstandelijke benadering van het kind moest wel ten koste gaan van de gevoelsmatige. Daarom wilde hij ook niet dat de onderwijzer een systeem of methode volgde, maar zijn intuïtie. Geen vormelijkheid maar waarachtigheid was zijn devies.
Eind 19e eeuw bewaarden schoolmeesters en schooljuffrouwen de orde in hun klassen nog met harde hand en het straffen van kinderen was daarbij hun belangrijkste instrument. Ligthart erkende dat je bij veel van de leerlingen “tegen een muur van onwil moest opwerken”. Maar “dat moet je doen zonder slaan, zonder hardheid, zonder strenge, onverbiddelijke straf. Je moet een sterk verschanste vesting innemen, zonder zwaar geschut, en enkel met de lichte toverroede van je persoonlijkheid.” De kinderwil moest van binnenuit gemotiveerd worden. De onderwijzer mocht niet op zijn strepen gaan staan maar moest zich solidair tonen met het kind. Hij (of zij) moest inzien dat hij eigenlijk in niets verschilde van zijn leerlingen, alleen iets rijper was. Daarmee kon een ‘electries contact’ tussen kind en onderwijzer ontstaan, een contact van ‘hart tot hart’, van persoon tot persoon.
Saskia van Oenen heeft in haar proefschrift Ligthart bestudeerd vanuit het perspectief van het moderne feminisme. Zij ziet de ontwikkeling van zijn gedachten verlopen in drie fasen van zijn leven. Uit haar analyse blijkt onder meer "dat men Ligtharts werk onrecht aandoet door dit in zijn algemeenheid als 'intuïtief' te interpreteren. Ligthart was, in verschillende fasen van zijn werk (...) juist steeds bezig met een zoektocht naar verbindingen tussen de rol van gevoel en verstand in de totstandkoming van pedagogisch inzicht. Het begrip intuïtie (of instinct) speelde alleen in zijn derde fase een rol - en dan speciaal en alleen in verband met moederlijke vrouwelijkheid."
Ligtharts medewerker en vriend Rommert Casimir, de latere hoogleraar pedagogiek aan de Universiteit Leiden heeft in 1947 de hoofdgedachten van Ligtharts pedagogisch denken samengevat. Enigszins geparafraseerd luiden die:
- De opvoedkunde eist dat de opvoeder zichzelf opvoedt. De opvoeding van kinderen moet bij de volwassenen beginnen die van hun fouten moeten leren.
- Laat het kind vrij. Niet: laat het doen wat het wil, maar geef het kind binnen door de opvoeder georganiseerde kaders gelegenheid tot lichamelijke activiteit, tot spel, tot zelfstandig onderzoek, tot het stellen van vragen, tot beproeven of het iets kan. Laat het op eigen wijze een taak vervullen.
- Maar dit alles binnen door de gemeenschap opgestelde regels waar het kind en de opvoeders zich aan moeten houden. Er moet gezag en orde zijn. Precieze regels en stipte handhaving daarvan.
- Ieder kind, iedere leerling is een individu met eigen geaardheid en behoeften. Binnen gehoorzaamheid aan algemene regels moet ieder zichzelf kunnen zijn.
- Aan de opvoeder gericht: Heb lief en geef u!

Wie de beide bundels Verspreide opstellen van Ligthart doorleest, komt in een gedachtewereld van een man die zijn geloof in een liefdevolle God en Christus met nadruk uitdraagt en die naar hedendaagse maatstaven conservatief is wat betreft de ideale gezinsopvoeding en de taak daarin van de Moeder. Er is in de artikelen uit die bundels geen spoor van cynisme, wel van boosheid op hardvochtige of verwaarlozende opvoeders. Daarbij schuwt hij de sentimentaliteit niet.

## Ligtharts onderwijsmethoden

### Van aanschouwingsonderwijs naar zaakonderwijs

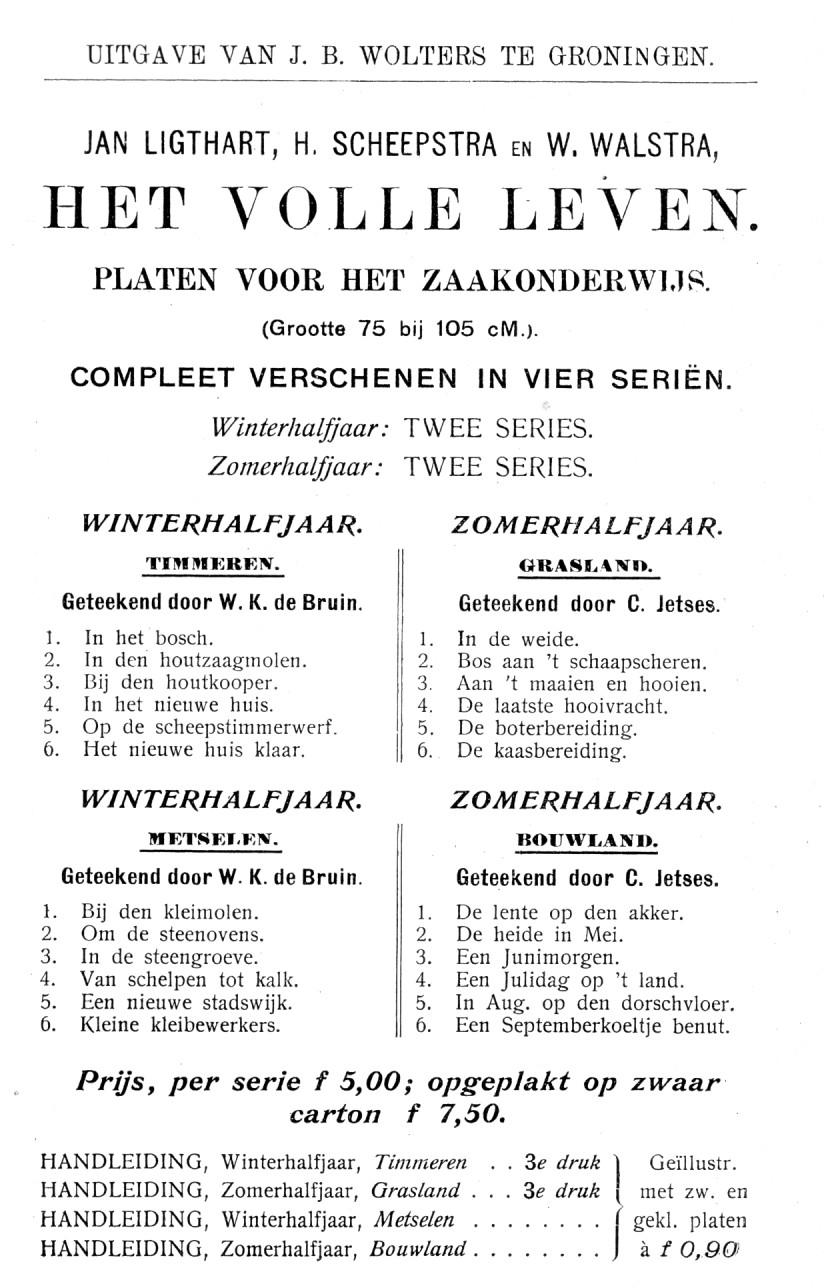
Advertentie voor de wandplaten uit Ligthart, Scheepstra en Walstra: Het volle leven, de methode voor het zaakonderwijs, uitgeverij J.B. Wolters, 1911

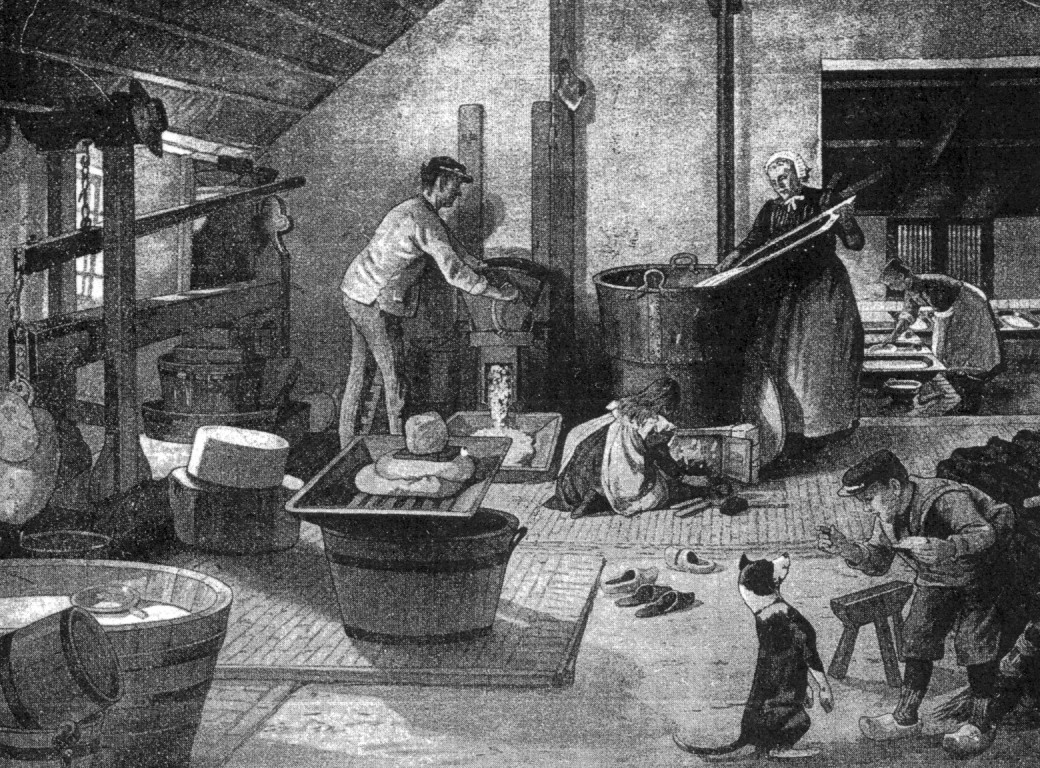
Wandplaat 'Kaasbereiding' uit Het volle leven. Handleiding voor het zaakonderwijs in de eerste leerjaren, 1905-1911

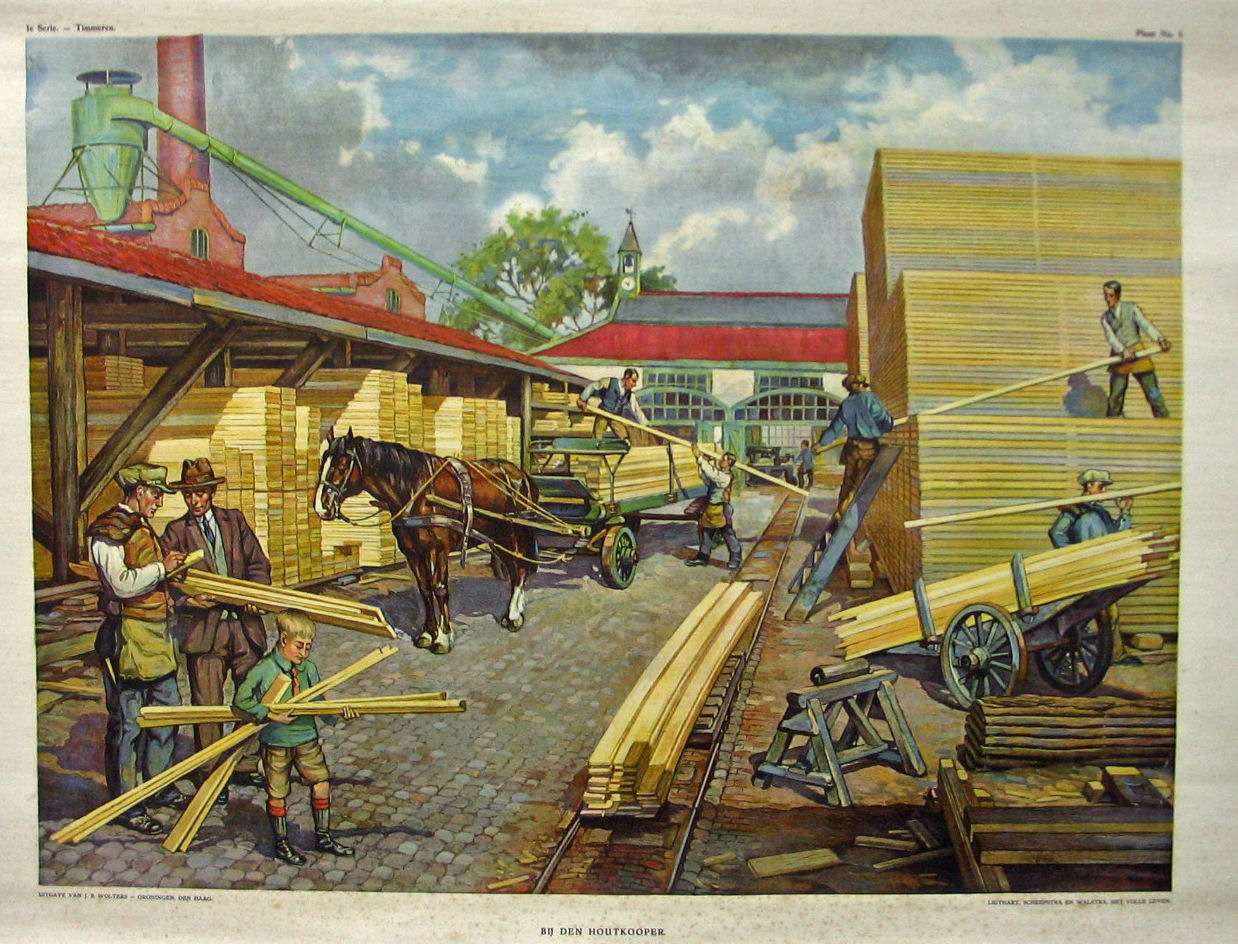
Het Volle Leven Handleiding voor het zaakonderwijs in de eerste schooljaren (1905-1911) Ligthart, H.Scheepstra en W.Walstra. "Bij den houtkooper" (2).

De man die zich tegen het “slaafs volgen” van methodes keerde, kon toch ook niet zonder. Ligthart had op zijn school in de Haagse Schilderswijk kinderen die vrijwel nooit de buurt uit waren geweest en die grotendeels in gezinnen leefden waarin nauwelijks gelezen werd en waar ook geen platenboeken aanwezig waren. Die kinderen hadden dus geen visuele voorstellingen van het leven buiten die grauwe stadsbuurt, en wisten ook niet van de fabricage en productie van levensmiddelen en bouwmaterialen. Alles wat kinderen een eeuw later via de televisie leren zien en begrijpen moest dus op een of andere gebrekkige wijze in de school gebracht worden.
Voor het zogenoemde aanschouwingsonderwijs uit die jaren maakten de Friese onderwijzer Wiebe Kornelis Walstra (1852-1917) en de Drentse onderwijzer Rieks Scheepstra (1859-1913) gebruik van wandplaten. Het waren illustraties van de onderwerpen waarover onderwijs gegeven werd. De illustraties waren deels gemaakt door de Groningse onderwijzer Berend Brugsma (1797-1868). Brugsma had de illustraties gemaakt naar voorbeeld van wat hij in Duitsland had gezien. Walstra en Scheepstra maakten er een handleiding bij: "Aanschouwingsonderwijs in de lagere school". Bij de heruitgave had de uitgever Ter Horst jr. als medeauteur laten vermelden: Ligthart, en de naam van Walstra achterwege gelaten.
Ligthart vond dat de leerlingen te passief het vertellen bij de platen ondergingen. Samen met zijn vriend Scheepstra wilde hij hun actieve betrokkenheid versterken door nieuwe platen te laten maken waarin zij zichzelf als deelnemertjes zouden kunnen ervaren aan wat zij “Het Volle Leven” gingen noemen. Een basisprincipe van Ligtharts didactiek was wat hij 'koncentratie' noemde (en ook wel als 'konsentratie' schreef). Kennis uit verschillende gebieden van het zaakonderwijs, zoals uit de plant- en dierkunde, de natuur- en aardrijkskunde, mochten niet apart en systematisch onderwezen worden, maar moesten concentrisch, en ook nog eens samen met het reken- en taalonderwijs, gericht worden op dingen en processen uit het dagelijks leven die de leerlingen uit eigen ervaring of uit de schoolplaten bekend waren.
Haal bijvoorbeeld een visnet uit de haven in de school en ga dan vertellen van een spannende visvangst op zee, laat de platen daarvan zien, laat de kinderen touwtjes maken van vlas, laat ze de mazen opmeten, haal een vis uit de viswinkel en meet en ontleed die, laat een kaart zien van de Noordzee en van de belangrijkste vissoorten die daar gevangen worden, zing met de klas van de mosselman, laat een schilderij met vissersschepen zien op het Scheveningse strand, laat de kinderen zelf vissen en vissersschepen tekenen, bespreek en laat zien hoe de vis schoongemaakt moet worden, wat daarbij de noodzakelijke hygiënische maatregelen zijn, laat ze de vis wegen en laat ze in de winkel gaan vragen hoeveel een kilo daarvan kost, bespreek de uitvinding van het haring kaken, ga met de klas naar een visafslag en bespreek en vergelijk de opbrengsten voor de visser, de handelaar en de winkelier, et cetera, et cetera. "Spel, arbeid, vertelling - de drie-eenheid der metodiek".
Haal op die wijze alle mogelijke elementen uit natuur, techniek, landbouw, veeteelt, ja ook kunst, naar het klaslokaal of de schooltuin en leer de leerlingen woorden, zinnen, liedjes, rekenen en begrijpen aan de hand van die direct waargenomen en zelf gehanteerde elementen. Dit is wat hij bedoelde met het onderwijs doen samenvallen met "Het volle leven". Over de topografische leerstof zei hij bijvoorbeeld:
"De koncentratie werkt (...) niet met dood materiaal van stippen en lijntjes en namen. Zij leeft alleen van het leven. Zij is het leven. En zij moet dus het in 't leven bijeenzijnde bijeenhouden (...) de natuur is onze heerseres."
Wat Ligthart nastreefde is nu te zien als een voorloper van het tegenwoordige projectonderwijs. En net als nu vereiste dat projectonderwijs van de leerkrachten grote inspanning en kwam er kritiek dat het leerlingen te weinig systematische kennis bijbrengt. Mogelijk verlangde Ligthart van de leerkrachten een te grote inzet en creativiteit. Dit kan de belangrijkste reden zijn waarom zijn stelsel van didactische aanwijzingen in de decennia na zijn dood nauwelijks navolging heeft gekregen.
Ligthart wilde het onderwijs meer doen aansluiten bij het gezinsleven en de dagelijkse arbeid in de maatschappij. Tevens wilde hij de kinderen door handenarbeid vertrouwd maken met de basistechnieken van de timmerman, boer, scheepsbouwer en handarbeider. Zijn methode van zaakonderwijs introduceerde allerlei activiteiten voor in de klas of de schooltuin, zoals het zelf bakken van steentjes en het daarmee metselen van muurtjes, of het dorsen van graan. Ligthart wilde ook een 'bewegende klas' met veel zelfwerkzaamheid van de leerlingen en veel onderlinge hulp. 'Leren door te doen' was zijn devies. Maar Ligthart brak niet volledig met het klassikale onderwijs, zoals Maria Montessori wel deed.

### Leesplankje en leesboekjes
In 1897 had het Deventer schoolhoofd M.B. Hoogeveen een 'leesplankje' ontworpen met daarop een aantal 'normaalwoorden' zoals raam, roos, neef, enzovoorts, en de daarbij getekende plaatjes. Ieder kind kreeg een leesplankje voor zich en een doosje met losse letters. In 1905 vroeg de directeur E.B. ter Horst Jr van uitgeverij Wolters aan zijn schrijversduo Ligthart en Scheepstra dat plankje aan te passen. Het 'verbeterde plankje van Hoogeveen' werd nu voorzien van illustraties die waren ontleend aan de verhalen over "Ot en Sien" in de reeks Nog bij moeder: aap, noot, mies, wim, zus, jet, enzovoorts. De illustraties werden gemaakt door Cornelis Jetses (1873-1955). Hiermee werd aan generaties Nederlandse kinderen leesonderricht gegeven: Niet alleen kinderen in Nederland leerden hiermee lezen, maar ook die in Suriname, Zuid-Afrika en het voormalige Nederlands-Indië.
Veelal samen met de genoemde Rieks Scheepstra schreef Ligthart tal van boekjes voor het leesonderwijs, die, anders dan zijn methode voor het zaakonderwijs, tot vele jaren na zijn dood heel algemeen in het lager onderwijs gebruikt bleven. Hoeveel Scheepstra aan de teksten schreef en hoeveel Ligthart daaraan bijdroeg is altijd onbekend gebleven. Maar het is hoogstwaarschijnlijk dat de bijdragen van Ligthart aan die teksten groot geweest is.
Het gezinsleven zoals beschreven en geïllustreerd in die leesboekjes was niet gesitueerd in de stadsbuurten waaruit Ligtharts eigen leerlingen kwamen, maar op het platteland, de achtergrond van zijn collega’s Scheepstra en Walstra. Deze keuze hield stellig verband met Ligtharts eigen grote liefde voor de natuur. Maar sommigen, meest uit socialistische kring hebben hem deze “romantisering” van het dagelijks leven later ook wel verweten.

## Ligthart als schrijver en redacteur
Ligthart schreef een enkel artikel in De Schoolwereld. Dat periodiek werd uitgegeven door de firma Wolters en geredigeerd door Scheepstra. Het verschijnen van dit periodiek had de uitgever: Ter Horst Jr. echter in het voorjaar van 1898 abrupt beëindigd. Enige maanden later had Ter Horst Jr. een nieuw periodiek laten verschijnen met de titel School en Leven. Het blad had als ondertiteling gekregen: "Weekblad voor opvoeding en onderwijs in school en huisgezin" en als redacteur was aangesteld: Ligthart, met diens adres vermeld als het redactieadres. Na drie jaren werd de leraar Rommert Casimir zijn mederedacteur. Ligthart schreef samen met Scheepstra een serie leesboekjes, o.a. Dicht bij Huis, Nog bij Moeder, Buurkinderen en De Wereld in. De hoofdpersoontjes daarin waren het later beroemd geworden tweetal Ot en Sien. De uitgever Ter Horst Jr. had op deze door Scheepstra en Ligthart samengestelde verhalenbundels als auteur laten vermelden: Ligthart, en als medeauteur: Scheepstra. Op de herdruk van een door Scheepstra en Walstra geschreven Handleiding voor het zaakonderwijs, had de uitgever als medeauteur laten vermelden Ligthart en de naam van de oorspronkelijke auteur: Walsta, weggelaten. Een leerleesboek voor de aardrijkskunde van Nederland: Op de fiets door Nederland schreef hij samen met A.F. Cremer. Van de boeken voor volwassenen die Ligthart schreef is Jeugdherinneringen het bekendst gebleven.

## Letterkundig werk
Ligthart schreef letterkundige werken:
- een letterkundige studie over De kleine Johannes van Frederik van Eeden;
- de roman In de lente des Levens;
- een kinderboek Een zomervacantie aan de grenzen;
- een toneelstukje voor kinderen Toch Timmerhout.

Samen met C.K. Kakebaan redigeerde Ligthart een serie publicaties: Van alle Tijden uitgegeven bij J.B. Wolters. Deze reeks beleefde vele herdrukken, en omvatte onder andere:
- nr 1: Esmoreit Abel spel uit de XIVe eeuw[16]
- nr.2: Beatrijs[17]
- nr 3: Van den vos Reynaerde[18]
- nr 4: Joost van den Vondel's Jeptha of Offerbelofte
- nr 5: Joost van den Vondel's Gysbrecht van Aemstel
- nr 7: Bloemlezing uit de gedichten van Constantijn Huygens[19]

## Reputatie
Ligtharts school werd ook in het buitenland bekend. De Belgische pedagoog Edward Peeters beschreef deze school heel lovend in twee publicaties over trends in de onderwijsvernieuwing in Nederland, verschenen in 1907 en 1913. De eerste was een verslag van zijn ervaringen in Holland in drie deeltjes waarbij het grootste deel van het eerste deeltje is gewijd aan Ligthart, die hij "de Hollandse Pestalozzi" noemde. Onder de vele buitenlanders die Ligtharts school bezochten - o.a. Eduard Claparède - waren er veel uit de Scandinavische landen, waaronder de bekende Zweedse pedagoog Ellen Key, schrijver van het populaire De eeuw van het kind (1903). Zij gaf in artikelen blijk van grote waardering voor Ligthart en zijn school. Dit leidde tot nog meer bezoek uit Scandinavië en tot uitnodigingen om daar te komen spreken. In 1910 maakten Ligthart en zijn vrouw een twee maanden durende reis naar Zweden en in 1914 een kortere reis naar Denemarken en Noorwegen. Overal sprak hij (in het Duits) voor volle zalen en werd hij als een beroemdheid ontvangen. De ervaringen opgedaan tijdens die eerste reis beschreef hij heel gedetailleerd in zijn boek In Zweden. De tweede reis putte hem erg uit en heeft zeker tot een verdere verslechtering van zijn toch al zwakke gezondheid bijgedragen.
Aan het begin van datzelfde voor Europa zo noodlottige jaar 1914 – waarin ook Maria Montessori Ligtharts school bezocht – kwam koningin Wilhelmina incognito op bezoek, nadat zij hem een paar maanden eerder had gevraagd de scholing van de jonge prinses Juliana te begeleiden. Eerst werd daarvoor een onderwijzeres aangesteld die Ligtharts methode kende, om in 1916, het jaar van Ligtharts dood, te worden opgevolgd door een van de zeer ervaren onderwijzeressen van zijn school, Anna van der Reijden.
Maar tegenover deze nationale en internationale faam, zoals een Nederlandse pedagoog en onderwijzer niet eerder ten deel viel, was er ook kritiek. Uitvoerig is beschreven hoe de 'rode' onderwijzers Thijssen en Bol zich in hun blad De Nieuwe School (vanaf 1905) tamelijk sceptisch toonden. Ligthart liet zich naar hun mening inpalmen door allerlei zedenpredikers om hem heen, waardoor hij te veel vervreemdde van de noden en behoeften van de onderwijzers op de eenvoudige volksscholen. Thijssen was afkerig van de normen en waarden die door de idealistische en christelijke Ligthart in het onderwijs gepropageerd werden. Kort na de dood van Ligthart, in 1916, schreef Thijssen in De Nieuwe School onder meer het volgende:
"Er is tussen Ligthart en ons, tussen Ligthart en de hollandse schoolmeesters, een ellendige hoop levend en klevend misverstand geweest; wij hebben heel lang de hoop gehad, dat Ligthart op 'n goede dag, 'n zéér goede dag, met 'n fors gebaar door heel de hem omwoekerende massa halfgarigheden heen naar ons toe zou stappen. Maar het gebeurde nooit.(...Wij achten) heel zijn publieke leven, ondanks alle hulde, hem uit allerlei onnozele monden gebracht, van weinig gevolg voor ons onderwijs. Ligthart partikulier moet een heerlik en mooi mens geweest zijn; iedereen die hem gekend heeft, heeft van hem gehouden; en allen die hem zagen vonden hem ook als schoolmeester schitterend."
Dat Ligthart bijvoorbeeld als adviseur verbonden was aan de Humanitaire school in Laren (dat "malle gedoe in het Gooi"), was Thijssen en Bol een doorn in het oog. En indirect betrokken zij hem in hun geestige spotternijen met deze in hun ogen vrouwelijke, 'ethische' en onrealistische vormen van onderwijsvernieuwing.
Tegen het einde van de twintigste eeuw zag men Ligthart vrij algemeen als "een van de weinige illustere pedagogen uit de Nederlandse geschiedenis".

## Godsdienst en levensbeschouwing
Ligthart was aanhanger van de onder de leiding van Abraham Kuyper, uit een afsplitsing van de hervormde kerk en andere groepen van gelovigen in 1892 gevormde Gereformeerde Kerk. De gereformeerde predikant C.W. Coolsma (1877-1955) beschrijft Ligthart als een man die "door-en-door godsdienstig, innig vroom, kinderlijk vroom" was.
Op latere leeftijd kwam het christelijk geloof uit zijn jeugd weer sterk terug maar van dogmatiek moest hij niets hebben. De predikant Willem Banning (1888-1971) herinnert zich hoe Ligtharts latere publicaties over de religieuze achtergrond van zijn onderricht insloegen. Net als in het onderwijs was Ligthart tegen het mechanisch opdreunen van uit het hoofd geleerde formules. Alles moest persoonlijk beleefd en met de praktijk verbonden zijn. Van zijn geloof - óók dat in de heilzame werking van de Zending - getuigen de vele christelijke en Bijbelse passages in zijn boeken Jeugdherinneringen, Verspreide opstellen en In Zweden
Wat Ligtharts politieke oriëntatie betreft was hij meer een sociaaldemocraat dan een liberaal. Hij was voorstander van het vrouwenkiesrecht en een achturige werkdag. Ook was hij geheelonthouder en vegetariër.

## Overlijden
Aan het eind van zijn leven ging zijn gezondheid snel achteruit. Sinds december 1914 verbleef Ligthart in een sanatorium in Laag-Soeren op de Veluwe. Hij overleed op 16 februari 1916. Tijdens een wandeling langs een kanaal werd hij overvallen door een sneeuwstorm en raakte te water. Een schipper die voorbij kwam probeerde nog te helpen, maar Ligthart was reeds overleden. Jan Ligthart werd op 18 februari begraven op de algemene begraafplaats aan de Zilverakkerweg in Dieren (Gelderland). De tekst op zijn grafsteen luidt: De heele opvoeding is een kwestie van liefde, geduld en wijsheid en de laatste twee groeien waar de eerste heerst en: Gods weg is volmaakt.

## Ligthart-comité
Na zijn dood werd het Ligthart-comité opgericht, dat een volksuitgave van zijn werken heeft bezorgd, dat aan alle openbare leeszalen en kweekscholen gratis werd toegezonden.
Het comité gaf opdracht aan de beeldhouwer Johan Coenraad Altorf om een gevelsteen aan de Haagse school aan de Tullinghstraat te vervaardigen met de tekst: Hier werkte Jan Ligthart van 1885-1916. Deze werd door de burgemeester onthuld. Na zijn dood zijn er in heel Nederland scholen en straten vernoemd naar Jan Ligthart. Ook honderd jaar later wordt zijn naam op deze wijze levend gehouden en behoort dit tot het cultureel erfgoed.

## Werken

### Artikelen
- Vele honderden artikelen en commentaren, voornamelijk in het door hemzelf geredigeerde weekblad voor het onderwijs School en Leven (1899-1921)

### Boekjes voor leerlingen
- Op de fiets door Nederland. Aardrijkskundig leesboek voor de lagere school. In vier deeltjes (1901-1902), medeauteur A.F. Cramer.
- De wereld in! In acht deeltjes (1898-1902), medeauteur H. Scheepstra.
- Dicht bij huis. In vier deeltjes (1902-1903), medeauteur H. Scheepstra.
- Nog bij moeder. In vier deeltjes (1904-1905), medeauteur H. Scheepstra.
- Van planten en dieren. In vier deeltjes (1904-1907), medeauteur H. Scheepstra.
- Pim en Mien. In vier deeltjes (1907-1908), medeauteur H. Scheepstra.
- Zonder fouten. Een eenvoudige taalcursus voor de volksschool. In vijf deeltjes (1909), medeauteur H. Scheepstra.
- Het prentenboek van Ot en Sien (1909), medeauteur H. Scheepstra
- Buurkinderen. In vier deeltjes (1911-1912), medeauteur H. Scheepstra
- Blond en bruin. In vier deeltjes (1912), medeauteur H. Scheepstra

### Boeken voor volwassenen
- Letterkundige Studiën: De kleine Johannes, eerste deel, door Frederik van Eeden (1902)
- Het Volle Leven: Handleiding voor het zaakonderwijs in de eerste schooljaren (1905-1911), medeauteurs H. Scheepstra en W. Walstra
- Over opvoeding. Paedagogische opstellen I (1907/1924) en II (1908/1926)
- Vrijheid en discipline in de opvoeding, Baarn 1909
- Jeugdherinneringen (1911/1966)
- In Zweden (1916/1924)
- In de lente des levens (1916/1942)
- Verspreide opstellen I en II (1917)

N.B. Van de boekjes uitgebracht samen met andere auteurs is niet bekend hoe groot de inbreng van Ligthart zelf was. Veel van de boekjes voor leerlingen werden geïllustreerd door Cornelis Jetses en danken daar ook een groot deel van hun succes aan. Bijna alle werken verschenen bij uitgeverij J.B. Wolters te Groningen. Een vollediger overzicht van werken is te vinden in de dissertatie van Barbara C. de Jong (1996).
- Bibliothèque nationale de France: cb14631435c (data)
- Biografisch Portaal: 04840140
- CiNii: DA13788822
- Digitale Bibliotheek voor de Nederlandse Letteren: ligt002
- Gemeinsame Normdatei: 119075172
- International Standard Name Identifier: 0000 0000 8239 6352
- Library of Congress Control Number: n91061827
- Nederlandse Thesaurus van Auteursnamen: 069407819
- Système universitaire de documentation: 164369295
- Virtual International Authority File: 57416922
- WorldCat: E39PBJjRWhKbWR4bPR3DXYWbh3